# جورجه انسکو
جورجه اِنِسکو (به رومانیایی: George Enescu)‏ (تلفظ رومانیایی: [ˈd͡ʒe̯ord͡ʒe eˈnesku] ()) موسیقی‌دان و آهنگساز رومانیایی بود. او در ۱۹ اوت ۱۸۸۱ در لیوه‌نی، رومانی زاده شد و در ۴ مهٔ ۱۹۵۵ در پاریس درگذشت. انسکو نامدارترین آهنگساز رومانیایی بود. وی همچنین نوازندهٔ برجستهٔ ویولن، رهبر ارکستر، نوازندهٔ پیانو و معلم موسیقی بود.

## زندگی
تنها فرزند بازمانده از میان هشت فرزند خانواده، جورجه در خانوده‌ای که پدرش رهبر غیرحرفه‌ای گروه کُر بود و مادرش گیتار می‌نواخت، خیلی زود اشتیاق خود را به موسیقی آشکار کرد. در ۴سالگی یک ویولن هدیه گرفت و او را برای آموزش نزد یک معلم ویولن به آموختن این ساز گماردند. سپس وارد کنسرواتواری در رومانی شد و بعد به وین رفت تا در کنسرواتوار این شهر به آموختن ویولن و آهنگسازی بپردازد و در آنجا خیلی زود به عنوان نوازندهٔ نابغه زبانزد تالارهای شهر شد، در این هنگام جورجه تنها ۱۲ سال داشت. در سال ۱۸۹۵ انسکو به پاریس رفت تا در کنسرواتوار پاریس با استادانی چون ژول ماسنه، گابریل فوره، به آموختن آهنگسازی و ویولن ادامه دهد، در همین دوران با هنرمندانی چون پل دوکا، آلفرد کورتو، پابلو کاسالس، موریس راول و فلوران اشمیت آشنا گردید. انسکو در حالی‌که هنوز هنرجو بود آثار بسیاری را خلق کرد و به عنوان نوازندهٔ ویولن و آهنگساز سفرهای بسیاری را در سراسر اروپا انجام داد.

به هنگام جنگ نخست جهانی به رومانی بازگشت و در آنجا به کارهای گوناگونی مشغول شد و چندین اثر مهم خود را نوشت. پس از پایان جنگ انسکو پی در پی میان رومانی و فرانسه دررفت‌وآمد بود و در سال ۱۹۲۴ موفق به دریافت لژیون دونور گردید سپس در سال ۱۹۲۹ به عضویت فرهنگستان هنرهای زیبا درآمد. او همچنین در حالی‌که عضو انجمن پدیدآورندگان آثار هنری فرانسه بود انجمن پدیدآورندگان آثار هنری رومانی را بنیان نهاد. در همین سال‌ها برخی از شاهکارهایش همچون سونات نامی خود برای ویولن «در حال و هوای موسیقی محلی رومانی» و اپرای ادیپ را آفرید. وی همزمان با فعالیت‌هایش به عنوان آهنگساز و نوازنده به آموزش نیز می‌پرداخت و شاگردانی چون: کریستیان فراس، ایوری گیتلیس، آرتور گرومیو، و یهودی منوهین را پرورش داد. منوهین در مورد انسکو گفته‌است: 
«چیزی که او با رفتارش و نه با گفتارش به من آموخت، توانایی تبدیل نت‌ها به پیام‌هایی زنده، دادن یک شکل و یک معنی به جمله‌ها و دمیدن زندگی در موسیقی بود».
در هنگامه جنگ دوم جهانی انسکو به زادگاهش پناه برد و در آنجا به دفاع از موسیقی نو رومانیایی پرداخت. پس از جنگ نیز او با وجود مشکلات مالی و سلامتی هرگز تا پایان از تلاش و کوشش بازنایستاد و به عنوان نوازندهٔ ویولن و رهبر ارکستر با داوید اویستراخ، امیل گیلس، یهودی منوهین و آلفرد کورتو کنسرت‌هایی را برگزار کرد. وی در نیمه‌شب ۳ به ۴ ماه مهٔ ۱۹۵۵ در قلب پاریس در گذشت و در گورستان پر-لاشز به خاک سپرده شد.

## برخی از آثار
- چندین سونات برای پیانو
- چندین سونات برای ویولن
- آثار مجلسی
- دو سمفونی
- سوئیت‌های ارکسترال
- اپرای «اُدیپ»